# Big Nose's American Adventure
Big Nose's American Adventure, chiamato anche Bignose's USA Adventure o Bignoses USA Adventure! su schermo, è un videogioco a piattaforme pubblicato nel 1992 per Commodore 64 e ZX Spectrum dalla Codemasters. Il protagonista Big Nose (lett. "nasone") è la parodia di un cavernicolo misteriosamente trasportato nel presente, che decide di liberare gli animali di uno zoo di New York.
Big Nose's American Adventure è uno dei due seguiti di Big Nose the Caveman, uscito per piattaforme differenti. L'altro seguito è Big Nose Freaks Out, uscito lo stesso anno per NES.
Come gameplay, è molto simile al precedente Tarzan Goes Ape della Codemasters.

## Modalità di gioco
Il giocatore controlla Big Nose, che nonostante il nome ha un naso appena visibile, e deve esplorare scenari bidimensionali intricati, con scorrimento in tutte le direzioni. Ci sono piattaforme grandi e piccole disposte in modo irregolare, anche sospese nel vuoto, talvolta collegate da scale verticali. Big Nose può camminare a destra e sinistra, salire scale e saltare. Per eliminare i nemici può lanciare pietre con traiettoria orizzontale, in scorta illimitata.
Lo scopo è trovare e liberare animali chiusi dentro casse, ma prima è necessario anche trovare e raccogliere le relative chiavi.
Le immagini di tutti i sei animali da liberare per completare il gioco sono mostrate in fondo allo schermo. Nella versione Commodore 64 cambiano colore man mano che vengono liberati.
I nemici principali sono poliziotti, operai, palle di fuoco e bombe saltellanti, che si aggirano sulle piattaforme e fanno perdere una vita se toccati. 
Le cadute dall'alto su suolo libero non sono letali, ed è possibile anche deviare il personaggio durante la caduta.
Sparsi per lo scenario ci sono hamburger e bevande da raccogliere per aumentare il punteggio, ma la birra ha anche l'effetto di intontire Big Nose, ossia invertire temporaneamente il sistema di controllo. Un power-up fornisce invincibilità temporanea. Un altro malus da evitare immobilizza temporaneamente il personaggio.
Il gioco è costituito da tre livelli, ciascuno con due animali da salvare per superarlo. Sono ambientati rispettivamente a Manhattan, nel selvaggio West e sul Golden Gate Bridge.
L'aspetto del primo livello ricorda più che altro un cantiere edile. Il West presenta nemici differenti, ossia indiani, banditi e teschi immobili. Il terzo livello ha di nuovo i nemici principali, ma con spazzoloni animati al posto delle palle di fuoco.

## Accoglienza
Big Nose's American Adventure uscì a basso costo e fu molto apprezzato dalla critica britannica dei suoi tempi, con diversi giudizi complessivi intorno all'80%, sia su Commodore 64 sia su ZX Spectrum.
La rivista italiana Zzap! fu meno entusiasta sulla versione Commodore 64 (voto 64%), ritenendolo un platform ordinario come tanti altri.